# Plangiola herbacea
Plangiola herbacea är en insektsart som beskrevs av Bolívar, I. 1906. Plangiola herbacea ingår i släktet Plangiola och familjen vårtbitare. Inga underarter finns listade i Catalogue of Life.